# Keimiöjärvi
Keimiöjärvi är en sjö i Finland. Den ligger i kommunen Kittilä i landskapet Lappland, i den norra delen av landet, 900 km norr om huvudstaden Helsingfors. Keimiöjärvi ligger 332,7 meter över havet. Omgivningarna runt Keimiöjärvi  består huvudsakligen av taiga. Sjön är 7,82 meter djup. Arean är 60,8 hektar och strandlinjen är 3,18 kilometer lång. Sjön  ingår i Torne älvs huvudavrinningsområde. 